# Torneo de Marrakech 2025
El Grand Prix Hassan II 2025 fue un torneo de tenis que perteneció a la ATP en la categoría de ATP Tour 250. Se disputó entre el 31 de marzo y el 6 de abril de 2025 sobre polvo de ladrillo en el Royal Tennis Club Club en Marrakech (Marruecos).

## Distribución de puntos
| Modalidad            | Campeón | Finalista | Semifinales | Cuartos de final | 2ª ronda | 1ª ronda | Clasificados | 2ª ronda de clasificación | 1ª ronda de clasificación |
| Individual masculino | 250     | 165       | 100         | 50               | 25       | 0        | 13           | 7                         | 0                         |
| Dobles masculino     | 250     | 150       | 90          | 45               | 20       | 0        | -            | -                         | -                         |

## Cabezas de serie

### Individuales masculino
| Tenista           | Ranking | Preclasificado |
| Tallon Griekspoor | 34      | 1              |
| Lorenzo Sonego    | 38      | 2              |
| Alexandre Müller  | 41      | 3              |
| Nuno Borges       | 42      | 4              |
| Roberto Carballés | 53      | 5              |
| Jaume Munar       | 56      | 6              |
| Luciano Darderi   | 61      | 7              |
| Mattia Bellucci   | 72      | 8              |

- Ranking del 17 de marzo de 2025.[2]

### Dobles masculino
| Tenista                             | Ranking | Preclasificado |
| Hugo Nys Édouard Roger-Vasselin     | 64      | 1              |
| Ariel Behar Joran Vliegen           | 86      | 2              |
| Alexander Erler Constantin Frantzen | 98      | 3              |
| Ivan Dodig Skander Mansouri         | 100     | 4              |

## Campeones

### Individual masculino
Luciano Darderi venció a  Tallon Griekspoor por 7-6(7-3), 7-6(7-4)

### Dobles masculino
Petr Nouza /  Patrik Rikl vencieron a  Hugo Nys /  Édouard Roger-Vasselin por 6-3, 6-4